# Melg El Ouidane (kommun)
Melg El Ouidane (franska: Melg El Ouidane (CR), Melg El Ouidane (Commune Rurale), arabiska: كطيطر) är en kommun i Marocko.   Den ligger i regionen Oriental, i den nordöstra delen av landet, 400 km öster om huvudstaden Rabat. Antalet invånare är 7 699.